# Endocrinología criminal
La endocrinología criminal propiamente aparece como una rama de la ciencia en el siglo XX, debido a los estudios de Nicolás Pende y de su discípulo Giuseppe Vidoni. 